# Serge Alain Noa
Serge Alain Noa, né le 17 février 1971 à Akonolinga (Cameroun), est un scénariste, réalisateur et producteur de cinéma camerounais.

## Biographie

### Études
Il fait ses études à l’Institut national de l'audiovisuel (INA) à Paris. Il fait des stages d’écriture et de formateur en écriture et réalisateur.

### Carrière
En 2004, il commence sa carrière en tant que scénariste, réalisateur et producteur. En novembre 2017, il réalise Le Dont Volontaire, son tout premier long métrage. 

## Filmographie

### Séries
- 2005 : Cercle vicieux (Le)[2].
- 2007 : Le don involontaire[3].
- 2007 : Afidi[3].
- 2013 : Ina (Saison 2)[4].
- 2013 : Harraga brûleurs de frontière[5].
- 2015 : Œil du cyclone[6].